# Druha Liha
La Druha Liha (in ucraino Друга Ліга?, lett. "Secondo Campionato"),  è il terzo campionato calcistico per importanza dell'Ucraina, il secondo fra quelli organizzati dalla PFLU.

## Storia
La Druha Liha, fondata nel 1992, è il livello più basso del calcio professionistico ucraino. Dal 1993 al 1995 questa manifestazione era composta da un girone unico poi, in seguito alla riorganizzazione imposta dalla Professional Football League, si è deciso di dividere i club in due gruppi differenti, per poi passare a tre gironi nella stagione 1997-98 (i tre gironi erano organizzati su base geografica).
Nel 1998, a differenza delle stagioni precedenti, i vincitori dei diversi raggruppamenti non ottennero automaticamente la promozione: venne invece organizzato un torneo fra quattro squadre che coinvolgeva le tre vincitrici dei gironi di Druha Liha e l'ultimo club classificato in Perša Liha.
Dal 2006, la Professional Football League ha deciso di ridurre il numero di club in Druha Liha, passando a due soli gironi (Ovest ed Est) di 12 squadre ciascuno. Le vincitrici di ciascun gruppo accedono al campionato di livello superiore.
Storicamente, la Druha Liha ha spesso visto alcuni club ritirarsi dalla competizione (nella stagione 1994-95 si ritirarono ben quattro squadre). La riorganizzazione del torneo decisa nel 1996 stabilizzò la situazione per un breve periodo ma, prima del via della stagione 1998-99, dieci compagini annunciarono il loro ritiro dai giochi. Per porre rimedio a questa situazione, si è deciso di sospendere le retrocessioni a partire dalla stagione 2006-07. Una Second League Cup, torneo di qualificazione per la coppa d'Ucraina, fu un'idea miseramente naufragata.
Il piano di riforma a regime dal 2022 porterà i due gironi ad avere 16 squadre come i due campionati superiori. Le ultime classificate scendono fra i dilettanti.

## Squadre della Druha Liha 2024-2025
- Čajka Petropav. Borščahiv.
- Chust
- Kremin'-2 Kremenčuk
- Metalurh-2 Zaporižžja
- Nyva Buzova
- Nyva Vinnycja
- Real Farma Odessa
- Rubicon Kiev
- Vast Mykolaïv
- Zvjahel'

## Vincitori della Druha Liha
In grassetto le squadre promosse.
| Stagione | Gruppo | Vincitore                  | Secondo                     | Terzo                      |
| -------- | ------ | -------------------------- | --------------------------- | -------------------------- |
| 1992     | A      | Dnister Žališčyky          | Hazovyk Komarne             | Javir Krasnopillja         |
| 1992     | B      | Šachtar Makiïvka           | Tytan Armjans'k             | Meliorator Kakhovka        |
| 1992-93  |        | Dnipro Čerkasy             | Polіssja Žytomyr            | Yavir Krasnopilya          |
| 1993-94  |        | Arsenal Kiev               | Šachtar Makiïvka            | Zirka                      |
| 1994-95  |        | Sumy                       | L'viv                       | Dynamo Luhansk             |
| 1995-96  | A      | CSKA Kiev                  | Krystal Cherson             | Khutrovyk Tysmenytsya      |
| 1995-96  | B      | Illičivec'                 | Metalurh Donec'k            | Metalurh Novomoskovsk      |
| 1996-97  | A      | Desna Černihiv             | Fakel Varva                 | FK Tysmenytsya             |
| 1996-97  | B      | Avanhard-Industria Rovenky | Tytan Armjans'k             | Oskil Kupyansk             |
| 1997-98  | A      | Podillja                   | Dinamo-3 Kiev               | Karpaty-2                  |
| 1997-98  | B      | Krystal Cherson            | SKA Odessa                  | SK Odessa                  |
| 1997-98  | C      | Šachtar-2                  | Fakel Varva                 | Elektron Romny             |
| 1998-99  | A      | Zakarpattja                | Borysfen                    | Mykolaïv                   |
| 1998-99  | B      | SK Odessa                  | Krystal Cherson             | Kryvbas-2                  |
| 1998-99  | C      | Obolon'                    | Zorja                       | Oskil Kupyansk             |
| 1999-00  | A      | Bukovyna Černivci          | Podillja                    | Enerhetyk Burshtyn         |
| 1999-00  | B      | Borysfen                   | Obolon'-2                   | Kryvbas-2                  |
| 1999-00  | C      | Dnipro-2                   | ADOMS Kremenchuk            | Zorja                      |
| 2000-01  | A      | Polіssja Žytomyr           | Sokil Zolochiv              | FC Krasyliv                |
| 2000-01  | B      | Obolon'                    | Systema-Boreks Borodianka   | Dnipro-3                   |
| 2000-01  | C      | Naftovyk-Ukrnafta          | Desna Černihiv              | Oskil Kupyansk             |
| 2001-02  | A      | FC Krasyliv                | Sokil Zolochiv              | Podillja                   |
| 2001-02  | B      | Systema-Boreks Borodianka  | Nafkom-Akademia Irpen       | IhroServis                 |
| 2001-02  | C      | Spartak Sumy               | Arsenal Charkiv             | Metalurh-2 Donec'k         |
| 2002-03  | A      | FC LUKOR Kalush            | Enerhetyk Burshtyn          | Podillja                   |
| 2002-03  | B      | Nafkom Irpin               | IhroServis                  | Metalurh Nikopol'          |
| 2002-03  | C      | Zorja                      | Shakhtar Luhansk            | Desna Černihiv             |
| 2003–04  | A      | Hazovyk-Skala Stryj        | Podillja                    | Rava Rava-Ruska            |
| 2003–04  | B      | IhroServis                 | Metalurh Nikopol'           | Krymteplycja               |
| 2003–04  | C      | Stal' Dniprodzeržyns'k     | Desna Černihiv              | Metalurh-2 Zaporižžja      |
| 2004-05  | A      | Rava Rava-Ruska            | Enerhetyk Burshtyn          | Karpaty-2                  |
| 2004-05  | B      | Krymteplycja               | Krystal Cherson             | Oleksandrija               |
| 2004-05  | C      | Helios Charkiv             | Desna Černihiv              | Dnipro Čerkasy             |
| 2005-06  | A      | Desna Černihiv             | Prykarpattja                | Rava Rava-Ruska            |
| 2005-06  | B      | Mykolaïv                   | Oleksandrija                | Sevastopol'                |
| 2005-06  | C      | Dnipro Čerkasy             | Illičivec' B                | Metalurh-2 Zaporižžja      |
| 2006-07  | A      | Dnister Ovidiopol'         | Prykarpattja                | Jednist' Plysky            |
| 2006-07  | B      | Sevastopol'                | Feniks-Illichivets Kalinine | Tytan Armjans'k            |
| 2007-08  | A      | Knyazha Schaslyve          | Nyva Ternopil'              | Podillja                   |
| 2007-08  | B      | Komunalnyk Luhans'k        | Tytan Armjans'k             | Arsenal Charkiv            |
| 2008-09  | A      | Nyva Ternopil'             | Arsenal Bila Cerkva         | Nyva Vinnycja              |
| 2008-09  | B      | Zirka                      | Poltava                     | Stal' Dniprodzeržyns'k     |
| 2009-10  | A      | Bukovyna Černivci          | Nyva Vinnycja               | Bastion Illichivsk         |
| 2009-10  | B      | Tytan Armjans'k            | Kremin' Kremenčuk           | Poltava                    |
| 2010–11  | A      | Mykolaïv                   | Sumy                        | Enerhija Nova Kachovka     |
| 2010–11  | B      | Olimpik Donec'k            | Poltava                     | Kremin' Kremenčuk          |
| 2011–12  | A      | Sumy                       | Desna Černihiv              | Slavutyč Čerkasy           |
| 2011–12  | B      | Poltava                    | Avanhard Kramators'k        | Šachtar Sverdlov'sk        |
| 2012–13  | A      | Desna Černihiv             | Nyva Ternopil'              | Slavutyč Čerkasy           |
| 2012–13  | B      | UkrAhroKom                 | Šachtar Sverdlov'sk         | Šachtar-3                  |
| 2013–14  |        | Hirnyk-Sport               | Stal' Dniprodzeržyns'k      | Ternopil'                  |
| 2014–15  |        | Dnipro Čerkasy             | Obolon'                     | Kremin' Kremenčuk          |
| 2015–16  |        | Kolos Kovalivka            | Veres Rivne                 | Inhulec'                   |
| 2016–17  |        | Žemčužyna Odessa           | Ruch Vynnyky                | Kremin' Kremenčuk          |
| 2017–18  | A      | Ahrobiznes Voločys'k       | Teplovyk Ivano-Frankivs'k   | Nyva Vinnycja              |
| 2017–18  | B      | Dnipro-1                   | Metalist                    | Enerhiya Nova Kakhovka     |
| 2018-19  | A      | Mynaj                      | Čerkaščyna                  | Polіssja Žytomyr           |
| 2018-19  | B      | Kremin' Kremenčuk          | Metalurh Zaporižžja         | Kryvbas-2                  |
| 2019-20  | A      | Nyva Ternopil'             | Polіssja Žytomyr            | Veres Rivne                |
| 2019-20  | B      | VPK-Ahro                   | Krystal Cherson             | Al'jans Lypova Dolyna      |
| 2020-21  | A      | Podillja                   | Užhorod                     | Dinaz Vyšhorod             |
| 2020-21  | B      | Metal Charkiv              | Kryvbas                     | Metalurh Zaporižžja        |
| 2022-23  |        | Nyva Buzova                | Chust                       | Čajka Petropav. Borščahiv. |
| 2023-24  |        | Družba Myrivka             | UCSA                        | Zvjahel'                   |